# Glyphomitrium fernandesianum
Glyphomitrium fernandesianum là một loài rêu trong họ Ptychomitriaceae. Loài này được Mitt. mô tả khoa học đầu tiên năm 1859.